# Philostephanus castaneus
Philostephanus castaneus – gatunek pluskwiaka z rodziny tasznikowatych i podrodziny Mirinae.
Gatunek ten opisany został w 2007 roku przez T. Yasunagę i M.D. Schwartza.
Ciało podłużno-owalne, o prawie równoległych bokach, u samców długości od 6 do 6,4 mm, a u samic od 6,5 do 6,9 mm; z wierzchu pokryte równomiernie rozmieszczonym, półwzniesionym, jedwabistym owłosieniem. Jasnobrązowa głowa o ciemieniu pośrodku przyciemnionym, opatrzonym 6–7 rzędami parzystych rowków brązowej barwy i wąską, podłużną bruzdą. Czułki ciemnobrązowe z jasnobrązowym pierwszym członem i nasadami pozostałych. Przedplecze błyszczące, brązowe z jaśniejszą krawędzią tylną i częścią tylno-środkową, rzadko i płytko punktowane. Brązowa tarczka ma przyżółcone naroża. Brązowe półpokrywy mają szarawobrązowe, półprzezroczyste zakrywki. Odwłok ciemnobrązowy. Odnóża z jasnorudobrązowymi kolcami na goleniach i jasnymi nasadami tylnych ud. Narządy rozrodcze samca o silnej, hakowato zwieńczonej fallotece, mieczowatych sklerytach bocznych i długim, rogopodobnym sklerycie brzusznym.
Pluskwiak znany z Nepalu i Syczuanu.